# Au cœur du stade (DVD)
Au cœur du stade  è il quinto home video della cantante canadese Céline Dion. Si tratta di un concerto di 90 minuti registrato dal vivo allo Stade de France di Parigi, in Francia il 19-20 giugno 1999 durante il Let's Talk About Love Tour. Il concerto è stato pubblicato su DVD il 30 agosto 1999.

## Descrizione
(dal concerto di Céline Dion allo Stade de France di Parigi il 19 giugno 1999)

Céline Dion canta Dans un autre monde

Au cœur du stade è stato registrato allo Stade de France di Parigi, durante due concerti "tutto esaurito" del 19 e 20 giugno 1999. Tali concerti, parti del Let's Talk About Love Tour, sono entrati nella storia dei concerti musicali, in quanto la Dion è stata la prima cantante a radunare in un singolo concerto più di 90.000, per un totale di 180.000 in due serate.
Dopo questo concerto la Dion tornerà ad esibirsi dal vivo in Francia solo 9 anni dopo, nel maggio 2008, con il Taking Chances Tour.
La maggior parte dei brani dell'album sono tratti dall'album S'il suffisait d'aimer. Au cœur du stade contiene anche un medley acustico (Medley acoustique) di cinque successi della Dion: le primissime "Ce n'était qu'un rêve", "D'amour ou d'amitié," "Mon ami m'a quittée", ed i brani di Luc Plamondon "L'amour existe encore" (scritta con Riccardo Cocciante)e "Un garçon pas comme les autres (Ziggy)" (lo stesso medley verrà poi replicato al Millennium Concert- La dernière de Céline il 31 dicembre 1999 a Montreal, con il brano "Une colombe" al posto di "L'amour existe encore" e "Ziggy").
L'album contiene anche alcune tracce in inglese: "Let's Talk About Love" e "My Heart Will Go On".
Come nel precedente concerto parigino (quello del 1996 da cui il DVD Live à Paris, Jean-Jacques Goldman si è unito a Céline sul palco nel brano "J'irai où tu iras" accompagnandola in S'il suffisait d'aimer. "To Love You More" è eseguita da Céline assieme al violinista Taro Hakase, Diana King è apparsa sullo schermo durante il brano "Treat Her Like a Lady".
Céline ha reso anche omaggio ai Bee Gees, autori della sua Immortality, cantando e ballando i brani "Stayin' Alive" e "You Should Be Dancing".
L'interpretazione di "Tell Him", con Barbra Streisand sul maxischermo, non è stata inclusa nel DVD
Il DVD Au cœur du stade contiene anche il making di S'il suffisait d'aimer e Let's Talk About Love, con le conversazioni fra Céline e Sir George Martin e fra Céline, Barbra Streisand, David Foster e la moglie Linda Thompson. È incluso anche il video di "Tell Him".
È disponibile anche il CD Au cœur du stade, che però non contiene tutti i brani del concerto, lanciato dal video, estratto dal DVD, della performance di "Dans un autre monde".
Durante il concerto Céline parla della malattia del marito René, che l'aveva costretta a cancellare alcune date del tour, ed annuncia la sua guarigione, per poi collegarsi in videoconferenza con lui, dalla loro casa in Florida.

## Successo
Au cœur du stade ha ottenuto il disco di diamante in Francia (100,000). Nella classifica francese degli home video musicali, disponibile dal settembre 2003, Au cœur du stade è alla numero 9.

## Tracce
1. Intro
2. "Let's Talk About Love"
3. "Dans un autre monde"
4. "Je sais pas"
5. "The Reason"
6. "Je crois toi"
7. "To Love You More"
8. "Treat Her Like a Lady"
9. "Terre"
10. "J'irai où tu iras"
11. "S'il suffisait d'aimer"
12. "On ne change pas"
13. "I'm Your Angel"
14. "The Power of Love"
15. Medley acoustique:
"Ce n'était qu'un rêve"
"D'amour ou d'amitié"
"Mon ami m'a quittée"
"L'amour existe encore"
"Un garçon pas comme les autres (Ziggy)"
16. "Love Can Move Mountains"
17. "Stayin' Alive" / "You Should Be Dancing"
18. "Pour que tu m'aimes encore"
19. "My Heart Will Go On"

### Bonus
- Les coulisses de l'enregistrement
  - Images exlusives de l'enregistrement de S'il suffisait d'aimer
  - Images exlusives de l'enregistrement de Let's Talk About Love
- Construction de la scene
- Karaoke
  - Medley acoustique